# Кобозев, Николай Степанович
Николай Степанович Кобозев (варианты фамилии: Кобызев, Кобезев, Кобзев; 6 декабря 1793, Бахмут — 2 марта 1866, Бердянск) — один из основателей и первый городской голова г. Бердянска, купец I гильдии (с 1841 г.), потомственный почетный гражданин Бердянска (с 22 февраля 1851 г.), крупнейший азовский рыбопромышленник первой половины XIX в.

## Биография

### Происхождение
Николай Степанович Кобозев родился 6 декабря 1793 г. в Бахмуте в семье рыбопромышленника, купца 3-й гильдии Стефана Васильева сына Кобозева из курской ветви дворянского рода Кобузевых. Предок Стефана Кобозева, городовой сын боярский Наум Иванов сын Кобозев (Кобызев), упомянут под 1636 г. в разборной десятне г. Курска с окладом в 150 четей. Данила Наумов сын Кобозев, боярский сын, упомянут в Смотренной книге Курска под 1652 г. Вскоре он перешел на пушкарскую службу. В 1687 г. вместо Данилы Наумова пушкарем служил его сын Григорий. Брат Григория, Минай Данилов сын Кобозев, переехал в Белгород. Внук Миная Кобозева, Иван Никифоров сын Кобозев (1713—1788), стал купцом в г. Белгород. Его сын, Василий Иванов сын Кобозев, (р. 1736) также был купцом. Стефан Васильев сын Кобозев (1772 — после 1830) перебрался из Белгорода в Бахмут, а затем, после основания г. Ногайска в 1821 г., занялся там рыбными промыслами. Одновременно, вместе с купцом Иваном Четвериковым, С. В. Кобозев владел рыбным промыслом в районе устья р. Берда, где ещё с конца XVIII в. существовало рыбацкое поселение. Всего у отца Н. С. Кобозева было 12 лодок и 23 невода. Также он занимался промышленным выращиванием твердых сортов пшеницы, которую продавал заграницу, и владел виноградниками.

### Семья
Жена: Анна Ивановна. Детей у Н. С. Кобозева не было. После его смерти наследство разделили его братья и племянник Федор Дмитриевич Тимченко — сын его сестры Александры.
Кроме сестры, у Н. С. Кобозева было три брата: Иван, Алексей и Александр.
Иван Степанович Кобозев — купец I гильдии, потомственный почетный гражданин г. Керчь, рыбопромышленник. Был попечителем керченского Кушниковского института благородных девиц. Стоял у истоков керченского грязелечения. Владел имением в селении Орта-Аул (Яковенково). Жена: Анна Петровна Митрова (1834—1895; по другим данным: 1824—1894) — дочь керченского городского головы, во время Крымской войны (1853—1856 гг.) организовала в своем доме госпиталь, за что была удостоена звания почетного гражданина г. Керчь. Сыновья: Владимир (1858—1897) и Алексей (ум. в 1900), инженер-путеец. Внук, Иван Алексеевич Кобозев, был известным в Крыму профессором-окулистом.
Алексей Степанович Кобозев — керченский купец. Его внучка, Александра, вышла замуж за Антона Андреевича Дзевановского, санитарного врача из старинного польского шляхетского рода, друга Д. И. Ульянова-Ленина и брата русско-польского генерала Вацлава Дзевановского.
Александр Степанович Кобозев имел сына Григория, штабс-капитана.

## Деятельность

### Строительство порта и вклад в развитие г. Бердянска
Первоначально порт в северном Приазовье планировался в районе ногайской косы, близ с. Обеточное. В 1821 г. был основан г. Ногайск. Обследование шлейфа было поручено адмиралу А. С. Грейгу, который послал с этой целью капитана второго ранга, будущего контр-адмирала, Николая Дмитриевича Критского (1780—1834). Однако Критский рапортовал о том, что ногайская коса сильно уступает устью р. Берда. Не без участия Н. Д. Критского, выбор места строительства порта пал на район бердянской косы.
Некоторые исследователи видят в переносе места планируемого порта в устье Берды роль Н. С. Кобозева. Семья Кобозевых давно занималась рыбными промыслами и продажей зерна заграницу и была, как никто другой, заинтересована в строительстве порта на месте принадлежавшей им рыболовецкой деревни. Дело в том, что коса, где первоначально предполагался порт, принадлежала графу В. В. Орлову-Денисову. Н. С. Кобозев, как и его отец, выступал активным пропагандистом строительства порта именно в устье р. Берда. Коса в устье р. Берда с начала XIX в. была отдана в распоряжение купцам Ивану Четверикову и Стефану Кобозеву, отцу первого бердянского городского головы. В 1816 г. они получили право единоличной ловли рыбы и добычи соли из местных озёр.
Сам Н. С. Кобозев впоследствии имел на Обиточной косе рыбный завод, за который платил хозяевам 300 рублей в год. С 1851 по 1853 г. Н. С. Кобозев также занимался рыбными промыслами на Федотовой Косе, где арендатором сенокосной земли был овцезаводчик Фридрих Фейн. Для того, чтобы получить права на эксклюзивную ловлю рыбы на косе, Кобозев предложил таврической палате проект обосновывающий выгоду для казны от сдачи побережья Федотовой косы в аренду. В результате торгов, Н. С. Кобозев оказался единственным рыбопромышленником Федотовой косы. Его успех на местной косе заставил Ф. Фейна заключить с ним соглашение о совместной ловле рыбы. В 1851 г., когда улов рыбы на косе составил 120 тысяч рублей ассигнациями. Однако уже к 1853 г. улов стал настолько низким, что Н. Кобозев потерял интерес к косе и забросил здешний промысел.
В 1825 г. Н. С. Кобозев, будучи ещё купцом 3-й гильдии, начал строительство частной деревянной пристани, которая была торжественно открыта 1 июля 1830 г. К открытию пристани Кобозев привлек широкое общественное внимание: был приглашен керчь-еникальский градоначальник И. А. Стемпковский, сделаны публикации в губернских и столичных газетах. Параллельно, в 1827 г. в районе Бердянской бухты была выделена земля под строительство государственного порта. И только 12 января 1835 г. при участии Н. С. Кобозева была открыта первая государственная пристань, а в 1836 г. в бухту будущего Бердянска вошло первое иностранное судно. В 1833 г. Н. С. Кобозев установил деревянный столб с фонарем для навигации кораблей. Первый каменный маяк в Бердянске был поставлен в 1838 г. под руководством керченского купца Карло Томазини. С 1837 по 1864 гг. в 3,5 раза выросло число иностранных судов, входивших в бухту Бердянска, а объёмы экспорта пшеницы — в 11,5 раз. За восемь лет с 1830 г. население города выросло в 15 раз. Уже в 1840 г. в Бердянске насчитывалось 14 иностранных представительств.
В 1820-е гг. на месте Бердянска были лишь хижины рыбаков и землянка таможенника. В 1841 г. Н. С. Кобозев стал городским головой. При нём в Бердянске были построены первые каменные дома. Город изменился до неузнаваемости. Красноречивым свидетельством вклада Н. С. Кобозева в развитие Бердянска может послужить замечание А. Скальковского: «…бедная пристань сделалась теперь замечательным торговым рынком под именем Бердянск».
В Ногайске Н. С. Кобозеву принадлежали десятки лавок. У семьи имелись обширные владения в Приазовье, где они выращивали пшеницу на экспорт. Н. С. Кобозев сумел развить и расширить дело отца: он приобрел 16 рыболовных заводов, а также создал значительный рыболовецкий флот. Не имея познаний в кораблестроении и геометрии, Н. С. Кобозев принял личное участие в проектировании и строительстве своего первого двухмачтового брига — «Бердянска», который восхищал современников. Бриг «Бердянск» был спущен на воду 14 апреля 1841 г. и совершил свое первое правание в Константинополь. Бриг «Бердянск» был способен поднять груз до 246 тонн. Н. С. Кобозев мечтал построить собственную шхуну на английский манер по присланным М. С. Воронцовым чертежам, однако Крымская война не дала состояться его планам.
За собственный счет построил кладбище и Николаевскую церковь (ныне утраченную). Н. С. Кобозев был одним из участников строительства Вознесенского собора, городского парка. В 1852 г. он построил в г. Ейск два каменных дома: один для сиротского приюта, а другой — для полиции.

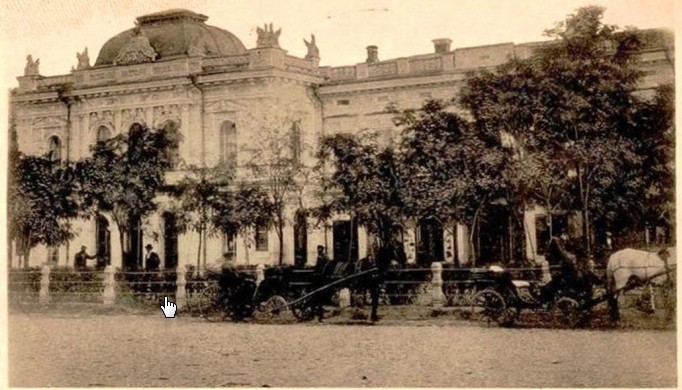
Бердянский Зимний театр в 1900—1905 гг.

#### Зимний театр
Н.С Кобозев на собственные деньги построил знаменитый когда-то бердянский Зимний театр. Зимний театр был одним из лучших в губернии. Он был открыт 24 апреля 1849 г. Изначально Кобозев планировал разместить здесь семейную резиденцию, но, решил отдать здание в аренду. Так появился первый в Бердянске театр. В 1861 г. в театре состоялся первый спектакль. После смерти Кобозева, из-за долгов, его братья решили отдать театр городу. Здание театра просуществовало до 1943 г., когда оно было сожжено отступающими немецкими войсками. В 1960 г. остатки стен разрушенного театра были окончательно снесены. Сейчас на месте театра находится трехэтажное здание.

#### Волнорез
В 1852 г. Бердянск подвергся небывалому наводнению. Уровень воды достигал 75 см. По городу можно было передвигаться только на лодках. Было принято решение построить защитный волнорез, который бы защищал город и порт от стихии. Однако из-за Крымской войны 1853-56 гг. строительство волнореза было отложено до 1860-х.
Н. С. Кобозев выступал главным подрядчиком строительства волнореза. Он организовал работы по доставке камня. Строительством руководил инженер штабс-капитан Роберт Петрович фон Дезин, брат адмирала Вилима Петровича Фондезина. По рекомендации Кобозева, было решено использовать местный камень из селений Карнжегалы и Нейгофнунг (Ольгино, Осипенко).
При жизни Н. С. Кобозева строительство волнореза завершить не удалось. Его продолжил А. Беличков при содействии братьев Н. С. Кобозева.

#### Участие в обороне Бердянска во время Крымской войны 1853—1856 гг.
В 31 мая 1855 г. англо-французская эскадра подошла к Бердянской бухте, требуя выдачи провианта. Бердянск подвергся массированным бомбардировкам. Н. С. Кобозеву удалось договориться с колонией Нейгофнунг о квартировании женщин, детей и стариков до окончания войны.
Кобозев выступил инициатором умышленного затопления кораблей, чтобы воспрепятствовать англо-французскому флоту в высадке в городе. В результате он потерял 6 судов и один бриг (видимо, «Бердянск»), а также 14 рыболовецких заводов.
Тем не менее, роль Кобозева и его мотивация в событиях тех лет неоднозначна. Он в числе некоторых других жителей города подозревался в сношениях с англичанами. У М. С. Воронцова на него было заведено секретное дело.
После окончания войны, городской голова Н. С. Кобозев лично организовал восстановление 250 домов.

## Награды
- Был награждён 3 золотыми медалями и орденом Св. Анны 3-й степени.
- В книге «Бердянск. Взгляд через столетие»[26] утверждается, что Николай Степанович Кобозев никогда не носил официального звания потомственного почетного гражданина, а первым человеком, имевшим данное звание в Бердянске был М. Г.. Черняев, который якобы получил его в 1877 г. Однако в описи 39 фонда 1343 РГИА (Дела о потомственном почетном гражданстве 1830—1890), где имеется дело о присвоении этого звания бердянскому первой гильдии купцу Н. С. Кобозеву, имени Черняева нет. В Санкт-Петербургских сенатских объявлениях о запрещениях на имения за 1861 год имеется дело о «потомственной почетной гражданке Кобозевой Анне Ивановне», заложившей дом в Бердянске[27]. Речь однозначно идет о жене бердянского городского головы. По данным архива РГИА братья Иван и Николай Степановичи Кобозевы получили это звание в 1851 году[1].

## Память
Имя Н. С. Кобозева до 1921 года носила одна из улиц г. Бердянка. В 2007 году в его честь был установлен памятный знак.

## Интересные факты
В 1830-е годы в доме тогда ещё купца 3-й гильдии Н. С. Кобозева в Бердянске гостил будущий император великий князь Александр Николаевич, а в 1866 году — Константин Николаевич. Позже, сын Александра II, Николай, атаман всех казачьих войск, будучи в Бердянске в 1863 году, проводил смотры именно напротив дома Н. С. Кобозева.
В 1881 г. участники Народной Воли совершили покушение на императора Александра II, в результате которого он погиб. Одним из организатором покушения был Ю. Н. Богданович, скрывавшийся под фамилией Кобозев.
Среди знакомых Н. С. Кобозева был младший брат Ф. М. Достоевского, Андрей, который часто гостил у него в доме.